# Babylon Sisters
Babylon Sisters ist das erste Lied auf dem Album Gaucho von Steely Dan. Das Album wurde 1980 veröffentlicht. Musik und Text der Komposition stammen von Walter Becker und Donald Fagen. Am 27. Februar 1981 wurde es als Single veröffentlicht.

## Musik und Text
Babylon als biblischer Hinweis auf ein gefallenes Volk ist wahrscheinlich ein Hinweis auf das dekadente Leben des Protagonisten:
Ein älter werdender Mann fährt auf dem Sunset Boulevard in Los Angeles nach Westen zum Meer. „Stell die Dschungelmusik leiser – nur bis wir aus der Stadt sind,“ sagt er zu der jungen Frau, die ihn begleitet. Am Ende eines „perfekten Tages“ locken ihn Drogen und Sex – auch wenn ihm klar ist: „Ich sollte wissen, dass es nur ein Krampf ist.“
Die Musik hat einen Reggae-Einschlag, die besonders von der Rhythmus-Gitarre betont wird.

## Rezeption
Stewart Mason schrieb in seiner Rezension auf AllMusic:

„Die Darbietung ist technisch atemberaubend, aber der vom E-Piano geleitete, holzbläserlastige Groove hat keinen wirklichen Schwung, und der dramatische Gesang von Patti Austin und Valerie Simpson im Refrain hat wenig Seele. Babylon Sisters ist ein großartiges Stück Musik, aber es ist eher ‚bewundernswert‘ als wirklich lustig.“

In der Tat trieb Fagen seinen Hang zum Perfektionismus so weit, von dem Song 274 Abmischungen herzustellen.

## Besetzung
- Donald Fagen – Gesang
- Don Grolnick – E-Piano, Clavinet[4]
- Steve Khan – Gitarre
- Chuck Rainey – Bass
- Bernard Purdie – Schlagzeug
- Tom Scott – Tenorsaxophon, Altsaxophon, Klarinette
- Randy Brecker – Trompete, Flügelhorn
- Crusher Bennett – Perkussion
- George Marge, Walter Kane – Bassklarinette
- Diva Grey, Gordon Grody, Lani Groves, Leslie Miller, Patti Austin, Toni Wine – Hintergrundgesang